# Maxident
Maxident è il settimo EP in lingua coreana della boy band sudcoreana Stray Kids, pubblicato nel 2022.

## Tracce
1. Case 143 – 3:12
2. Chill (식혀) – 3:15
3. Give Me Your TMI – 3:18
4. Super Board – 3:06
5. 3Racha (Bang Chan, Changbin, Han) – 3:29
6. Taste (Lee Know, Hyunjin, Felix) – 3:36
7. Can't Stop (나 너 좋아하나봐; Seungmin, I.N) – 3:30
8. Circus (Korean version) – 3:14

Esclusiva bonus track digitale (Versione Bangchan & Seungmin)
1. Dear Stay – Love, Bang Chan – 0:55
2. Dear Stay – Love, Seungmin – 0:59

Esclusiva bonus track digitale (Versione Lee Know & Hyunjin)
1. Dear Stay – Love, Lee Know – 0:53
2. Dear Stay – Love, Hyunjin – 0:54

Esclusiva bonus track digitale (Versione Changbin & Felix)
1. Dear Stay – Love, Changbin – 0:53
2. Dear Stay – Love, Felix – 0:51

Esclusiva bonus track digitale (Versione Han & I.N)
1. Dear Stay – Love, Han – 1:00
2. Dear Stay – Love, I.N – 0:56

## Formazione
- Bang Chan (3Racha)
- Changbin (3Racha)
- Han (3Racha)
- Lee Know
- Hyunjin
- Felix
- Seungmin
- I.N

## Premi
- Asia Artist Awards
  - 2022: "Album of the Year (Daesang)"
- Golden Disc Awards
  - 2023: "Album Bonsang"